# Zully Barrantes
Zully Barrantes (Sinh 1994) là một thí sinh sắc đẹp đã giành được danh hiệu cuộc thi sắc đẹp ở Peru, được trao vương miện Hoa hậu Trái Đất Peru 2015 và là thí sinh chính thức đại diện cho đất nước Nam Mỹ này tham gia cuộc thi Hoa hậu Trái Đất 2015.

## Các cuộc thi

### Hoa hậu Hoàn vũ Peru 2014
Zully lần đầu tiên cố gắng tham gia cuộc thi hoa hậu qua Hoa hậu Hoàn vũ Peru 2014, cuộc thi chọn ra người chiến thắng tham dự và tranh tài tại cuộc thi Hoa hậu Hoàn vũ 2014. Khi cuộc thi kết thúc, Jimena Espinoza trở thành người chiến thắng.

### Hoa hậu Trái Đất Peru 2015
Zully một lần nữa tham gia nhưng lần này là cuộc thi Hoa hậu Trái Đất Peru. Cô thi đấu cùng với mười ba thí sinh khác. Vào cuối sự kiện, cô được tuyên bố là Hoa hậu Trái Đất Peru 2015. Hội đồng danh hiệu Hoa hậu Nguyên tố của cô gồm có Janis Baluarte đến từ Lima (Hoa hậu Trái Đất - Không khí Peru), Sidney Estrada từ Arequipa (Hoa hậu Trái Đất - Nước Peru) và Maria Carolina Salas từ Cuzco (Hoa hậu Trái Đất - Lửa). Cô được trao vương miện bởi người tiền nhiệm là Elba Fahsbender. Sự kiện này được tổ chức tại Trung tâm Hội nghị Costa Verde de Magdalena.

### Hoa hậu Trái Đất 2015
Giành chức vô địch Hoa hậu Trái Đất Peru 2015, Zully là đại diện của Peru tham dự Hoa hậu Trái Đất 2015 và cố gắng để kế vị Jamie Herrell trở thành Hoa hậu Trái Đất tiếp theo.
Trong đêm chung kết, cô đã không có mặt trong Top 16 người đẹp nhất.